# 彼得·謝弗
彼得·谢弗爵士（英語：Sir Peter Levin Shaffer，1926年5月15日—2016年6月6日），二战后当代英国著名的剧作家。
先后在书店、出版社工作，担任过文学评论和音乐评论。其主要作品有《上帝的宠儿》（后改编为电影《莫扎特傳》）、《皇家太阳猎队》、《伊库斯》、《循规蹈矩的骗子》等。

## 著作
- 《上帝的宠儿》（Amadeus）
- 《皇家猎日》
- 《恋马狂》（Equus）
- 《循规蹈矩的骗子》

1. ↑  .   [2016-06-07]. （原始内容存档于2016-06-07）.